# یواس‌سی‌جی‌سی مندوتا (دبلیواچ‌ئی‌سی-۶۹)
یواس‌سی‌جی‌سی مندوتا (دبلیواچ‌ئی‌سی-۶۹) (به انگلیسی: USCGC Mendota (WHEC-69)) یک کشتی بود که طول آن 254’oa; 245’bp بود.